# Liste des épisodes de Beverly Hills 90210

Cette page présente la liste des épisodes du feuilleton télévisé Beverly Hills 90210.

## Diffusion
Le feuilleton a été diffusé:
- Aux États-Unis, sur le réseau FOX entre le 4 octobre 1990 et le 17 mai 2000.
- En France, sur TF1 entre le 10 février 1993 et le 7 avril 2001.
- En Suisse, sur TSR1.
- En Belgique, sur La Une.
- Au Québec, sur le réseau TVA depuis le 1er septembre 1994.

## Liste des épisodes

### Saison 1 (1990-1991)
| №  | #  | Titre francophone et original                        | Réalisation           | Scénario                        | Première diffusion | Diffusion en France | Diffusion au Québec     | Code de prod. |
| -- | -- | ---------------------------------------------------- | --------------------- | ------------------------------- | ------------------ | ------------------- | ----------------------- | ------------- |
| 1  | 1  | La Rentrée Class of Beverly Hills                    | Tim Hunter            | Darren Star                     | 4 octobre 1990     | 11 février 1993     | 1er et 8 septembre 1994 |               |
| 2  | 2  | Le Surf The Green Room                               | Michael Toshiyuki Uno | David Stenn                     | 11 octobre 1990    | 14 février 1993     | 15 septembre 1994       | 2190001       |
| 3  | 3  | Le Prix du rêve Every Dream Has Its Price (Tag)      | Catlin Adams          | Amy Spies                       | 18 octobre 1990    | 20 février 1993     | 22 septembre 1994       | 2190002       |
| 4  | 4  | La Première Fois The First Time                      | Bethany Rooney        | Darren Star                     | 25 octobre 1990    | 6 mars 1993         | 6 octobre 1994          | 2190004       |
| 5  | 5  | Un contre un One On One                              | Artie Mandelberg      | Charles Rosin                   | 1 novembre 1990    | 27 février 1993     | 29 septembre 1994       | 2190003       |
| 6  | 6  | Une éducation particulière Higher Education          | Artie Mandelberg      | Jordan Budde                    | 15 novembre 1990   | 13 mars 1993        | 13 octobre 1994         | 2190005       |
| 7  | 7  | Ma mère parfaite Perfect Mom                         | Bethany Rooney        | Darren Star                     | 22 novembre 1990   | 20 mars 1993        | 20 octobre 1994         | 2190006       |
| 8  | 8  | Dix-sept ans de réflexion The 17-Year Itch           | Jefferson Kibbee      | Amy Spies                       | 29 novembre 1990   | 27 mars 1993        | 27 octobre 1994         | 2190007       |
| 9  | 9  | L'Art d'écouter The Gentle Art of Listening          | Daniel Attias         | Charles Rosin                   | 6 décembre 1990    | 3 avril 1993        | 3 novembre 1994         | 2190008       |
| 10 | 10 | Soirée romantique Isn't It Romantic ?                | Nancy Malone          | Karen Rosin                     | 3 janvier 1991     | 10 avril 1993       | 10 novembre 1994        | 2190009       |
| 11 | 11 | Quand le chat est parti, les souris dansent B.Y.O.B. | Miles Watkins         | Jordan Budde                    | 10 janvier 1991    | 17 avril 1993       | 17 novembre 1994        | 2190010       |
| 12 | 12 | Un homme et un couffin One Man and a Baby            | Burt Brinckerhoff     | Amy Spies & Darren Star         | 24 janvier 1991    | 24 avril 1993       | 1er décembre 1994       | 2190011       |
| 13 | 13 | La Soirée pyjama Slumber Party                       | Charles Braverman     | Darren Star                     | 31 janvier 1991    | 1er mai 1993        | 8 décembre 1994         | 2190012       |
| 14 | 14 | Le Rythme dans le sang East Side Story               | Daniel Attias         | Carmen Sternwood                | 14 février 1991    | 15 mai 1993         | 12 janvier 1995         | 2190014       |
| 15 | 15 | Week-end à Palm Springs Fling In Palm Springs        | Jefferson Kibbee      | Jordan Budde                    | 21 février 1991    | 22 mai 1993         | 19 janvier 1995         | 2190015       |
| 16 | 16 | Une étoile est née Fame Is Where You Find It         | Paul Schneider        | Charles Rosin & Karen Rosin     | 28 février 1991    | 8 mai 1993          | 5 janvier 1995          | 2190013       |
| 17 | 17 | Maturité Stand (Up) and Deliver                      | Burt Brinckerhoff     | Amy Spies                       | 7 mars 1991        | 29 mai 1993         | 26 janvier 1995         | 2190016       |
| 18 | 18 | L'Horrible Cauchemar It's Only a Test                | Charles Braverman     | Darren Star                     | 28 mars 1991       | 5 juin 1993         | 24 novembre 1994        | 2190017       |
| 19 | 19 | Avril, mois cruel April Is the Cruelest Month        | Daniel Attias         | Steve Wasserman & Jessica Klein | 11 avril 1991      | 12 juin 1993        | 2 février 1995          | 2190018       |
| 20 | 20 | Début de saison Spring Training                      | Burt Brinckerhoff     | Charles Rosin                   | 25 avril 1991      | 19 juin 1993        | 9 février 1995          | 2190019       |
| 21 | 21 | Le printemps est dans l'air Spring Dance             | Darren Star           | Darren Star                     | 2 mai 1991         | 26 juin 1993        | 23 février 1995         | 2190021       |
| 22 | 22 | Une Petite Peur Home Again                           | Charles Braverman     | Amy Spies                       | 9 mai 1991         | 3 juillet 1993      | 16 février 1995         | 2190020       |

### Saison 2 (1991-1992)
| №  | #  | Titre francophone et original                                | Réalisation       | Scénario                        | Première diffusion | Diffusion en France | Diffusion au Québec | Code de prod. |
| -- | -- | ------------------------------------------------------------ | ----------------- | ------------------------------- | ------------------ | ------------------- | ------------------- | ------------- |
| 23 | 1  | Affaires de cœur Beach Blanket Brandon                       | Charles Braverman | Darren Star                     | 11 juillet 1991    | 10 juillet 1993     | 2 mars 1995         | 2191022       |
| 24 | 2  | Amours de vacances The Party Fish                            | Daniel Attias     | Charles Rosin                   | 18 juillet 1991    | 17 juillet 1993     | 9 mars 1995         | 2191023       |
| 25 | 3  | Ravages Summer Storm                                         | Charles Braverman | Steve Wasserman & Jessica Klein | 25 juillet 1991    | 24 juillet 1993     | 16 mars 1995        | 2191024       |
| 26 | 4  | Argent et suspicion Anaconda                                 | Daniel Attias     | Jonathan Roberts                | 1er août 1991      | 31 juillet 1993     | 23 mars 1995        | 2191025       |
| 27 | 5  | Félix Play It Again, David                                   | Charles Braverman | Sherri Ziff                     | 8 août 1991        | 7 août 1993         | 30 mars 1995        | 2191026       |
| 28 | 6  | Déception Pass/Not Pass                                      | Jefferson Kibbee  | Allison Adler                   | 15 août 1991       | 14 août 1993        | 6 avril 1995        | 2191027       |
| 29 | 7  | Week-end mouvementé Camping Trip                             | Jeff Melman       | Karen Rosin                     | 29 août 1991       | 21 août 1993        | 13 avril 1995       | 2191028       |
| 30 | 8  | Jalousie Wildfire                                            | Daniel Attias     | Steve Wasserman & Jessica Klein | 12 septembre 1991  | 28 août 1993        | 20 avril 1995       | 2191029       |
| 31 | 9  | Noir et blanc en couleur Ashes To Ashes                      | Charles Braverman | Charles Rosin & Judi Ann Mason  | 19 septembre 1991  | 4 septembre 1993    | 27 avril 1995       | 2191030       |
| 32 | 10 | C'est dur d'être une mère Necessity Is a Mother              | Jefferson Kibbee  | Steve Wasserman & Jessica Klein | 26 septembre 1991  | 11 septembre 1993   | 4 mai 1995          | 2191031       |
| 33 | 11 | Du fond du cœur Leading from the Heart                       | Daniel Attias     | Darren Star                     | 10 octobre 1991    | 18 septembre 1993   | 8 mai 1995          | 2191032       |
| 34 | 12 | Faux départ Down and Out (of District) in Beverly Hills      | Charles Braverman | Karen Rosin & Allison Adler     | 17 octobre 1991    | 25 septembre 1993   | 15 mai 1995         | 2191033       |
| 35 | 13 | Bas les masques ! Halloween                                  | Michael Katleman  | Jonathan Roberts                | 31 octobre 1991    | 2 octobre 1993      | 22 mai 1995         | 2191034       |
| 36 | 14 | Adieu l'ami The Next 50 Years                                | Daniel Attias     | Karen Rosin & Charles Rosin     | 7 novembre 1991    | 9 octobre 1993      | 29 mai 1995         | 2191035       |
| 37 | 15 | Le Voyage impossible U4EA                                    | Charles Braverman | Allison Adler                   | 14 novembre 1991   | 16 octobre 1993     | 5 juin 1995         | 2191036       |
| 38 | 16 | Au bord du gouffre My Desperate Valentine                    | Jeff Melman       | Michael Swerdlick               | 21 novembre 1991   | 23 octobre 1993     | 12 juin 1995        | 2191037       |
| 39 | 17 | Le Retour de Chuckie Chuckie's Back                          | Bradley Gross     | Steve Wasserman & Jessica Klein | 12 décembre 1991   | 30 octobre 1993     | 19 juin 1995        | 2191038       |
| 40 | 18 | Le Cadeau de Noël A Walsh Family Christmas                   | Darren Star       | Darren Star                     | 19 décembre 1991   | 6 novembre 1993     | 21 décembre 1995    | 2191039       |
| 41 | 19 | Le Feu et la glace Fire and Ice                              | Jeff Melman       | Carl Sautter                    | 9 janvier 1992     | 13 novembre 1993    | 7 septembre 1995    | 2191040       |
| 42 | 20 | L'Exploit sportif A Competitive Edge                         | David Carson      | Douglas Brooks West             | 23 janvier 1992    | 4 décembre 1993     | 21 septembre 1995   | 2191042       |
| 43 | 21 | Tout le monde en parle Everybody's Talkin' 'Bout It          | Daniel Attias     | Karen Rosin & Charles Rosin     | 6 février 1992     | 11 décembre 1993    | 28 septembre 1995   | 2191043       |
| 44 | 22 | Cinq avec bébé And Baby Makes Five                           | Bill D'Elia       | Steve Wasserman & Jessica Klein | 13 février 1992    | 20 novembre 1993    | 5 octobre 1995      | 2191044       |
| 45 | 23 | Mis à l'épreuve Cardio-Funk                                  | Daniel Attias     | Steve Wasserman & Jessica Klein | 27 février 1992    | 27 novembre 1993    | 14 septembre 1995   | 2191041       |
| 46 | 24 | Les Puits et le pendule The Pit and the Pendulum             | Daniel Attias     | Larry Barber & Paul Barber      | 19 mars 1992       | 18 décembre 1993    | 12 octobre 1995     | 2191045       |
| 47 | 25 | Cauchemar Meeting Mr. Pony                                   | Bradley Gross     | Jonathan Lemkin                 | 2 avril 1992       | 25 décembre 1993    | 19 octobre 1995     | 2191046       |
| 48 | 26 | La pluie tombe sur Beverly Hills Things to Do on a Rainy Day | Bethany Rooney    | Jonathan Roberts & Maria Semple | 23 avril 1992      | 1er janvier 1994    | 26 octobre 1995     | 2191047       |
| 49 | 27 | Escapade mexicaine Mexican Standoff                          | Bradley Gross     | Steve Wasserman & Jessica Klein | 30 avril 1992      | 8 janvier 1994      | 2 novembre 1995     | 2191048       |
| 50 | 28 | Déprime pré-nuptiale Wedding Bell Blues                      | Charles Braverman | Darren Star                     | 7 mai 1992         | 15 janvier 1994     | 9 novembre 1995     | 2191049       |

### Saison 3 (1992-1993)
| №  | #  | Titre francophone et original                                                       | Réalisation         | Scénario             | Première diffusion | Diffusion en France | Diffusion au Québec | Code de prod. |
| -- | -- | ----------------------------------------------------------------------------------- | ------------------- | -------------------- | ------------------ | ------------------- | ------------------- | ------------- |
| 51 | 1  | La Mauvaise Surprise Misery Loves Company                                           | Jeffrey Melman      | Jessica Klein        | 15 juillet 1992    | 22 janvier 1994     | 16 novembre 1995    | 2192050       |
| 52 | 2  | Affaires de famille et vacances d'été The Twins, the Trustee, and the Very Big Trip | David Carson        | Charles Rosin        | 22 juillet 1992    | 29 janvier 1994     | 23 novembre 1995    | 2192051       |
| 53 | 3  | Le Temps des vacances Too Little Too Late/Paris 75001                               | Daniel Attias       | Karen Rosin          | 29 juillet 1992    | 5 février 1994      | 30 novembre 1995    | 2192052       |
| 54 | 4  | Sexe, mensonges et volley-ball Sex, Lies and Volleyball/Photo Fini                  | Jeffrey Melman      | Kenneth Biller       | 5 août 1992        | 19 février 1994     | 7 décembre 1995     | 2192053       |
| 55 | 5  | Chassé croisé Shooting Star/American in Paris                                       | Daniel Attias       | Jessica Klein        | 12 août 1992       | 26 février 1994     | 14 décembre 1995    | 2192054       |
| 56 | 6  | Château de sable Castles In the Sand                                                | Paul Lazarus        | Ann Donahue          | 19 août 1992       | 5 mars 1994         | 28 décembre 1995    | 2192055       |
| 57 | 7  | Une boule dans la gorge A Song for Myself                                           | Jeffrey Melman      | Kenneth Biller       | 9 septembre 1992   | 12 mars 1994        | 4 janvier 1996      | 2192056       |
| 58 | 8  | Trahison The Back Story                                                             | Bradley M. Gross    | Karen Rosin          | 16 septembre 1992  | 19 mars 1994        | 11 janvier 1996     | 2192057       |
| 59 | 9  | Les Clés du château Highwire                                                        | Bethany Rooney      | Star Frohman         | 1er octobre 1992   | 26 mars 1994        | 18 janvier 1996     | 2192058       |
| 60 | 10 | Bal et Match Home and Away                                                          | Jack Bender         | Chip Johannessen     | 7 octobre 1992     | 2 avril 1994        | 25 janvier 1996     | 2192059       |
| 61 | 11 | Présumé innocent A Presumption of Innocence                                         | Bethany Rooney      | Karen Rosin          | 21 octobre 1992    | 9 avril 1994        | 1er février 1996    | 2192060       |
| 62 | 12 | À Chacun son destin Destiny Rides Again                                             | Christopher Hibler  | Jessica Klein        | 4 novembre 1992    | 16 avril 1994       | 8 février 1996      | 2192061       |
| 63 | 13 | La Révolte Rebel With a Cause                                                       | Daniel Attias       | Star Frohman         | 11 novembre 1992   | 23 avril 1994       | 15 février 1996     | 2192062       |
| 64 | 14 | Chevaux sauvages Wild Horses                                                        | Bobby Roth          | Kenneth Biller       | 18 novembre 1992   | 30 avril 1994       | 22 février 1996     | 2192063       |
| 65 | 15 | Le Sans-abris The Kindness of Strangers                                             | Richard Lang        | Jessica Klein        | 25 novembre 1992   | 7 mai 1994          | 29 février 1996     | 2192064       |
| 66 | 16 | La Bonne Étoile It's a Totally Happening Life                                       | Richard Lang        | Charles Rosin        | 16 décembre 1992   | 14 mai 1994         | 11 décembre 1996    | 2192066       |
| 67 | 17 | Les Pieds dans les plats The Game Is Chicken                                        | Jack Bender         | Darren Star          | 6 janvier 1993     | 21 mai 1994         | 7 mars 1996         | 2192065       |
| 68 | 18 | L'amour après 40 ans Midlife ... Now What?                                          | Robert Becker       | Lana Freistat Melman | 13 janvier 1993    | 28 mai 1994         | 14 mars 1996        | 2192067       |
| 69 | 19 | Un nouveau départ Back in the Highlife Again                                        | Bill D'Elia         | Jessica Klein        | 27 janvier 1993    | 4 juin 1994         | 21 mars 1996        | 2192068       |
| 70 | 20 | Autorité parentale Parental Guidance Recommended                                    | Gwen Arner          | Darren Star          | 3 février 1993     | 11 juin 1994        | 28 mars 1996        | 2192069       |
| 71 | 21 | L'impasse Dead End                                                                  | Jeffrey Melman      | Star Frohman         | 10 février 1993    | 16 juillet 1994     | 1er avril 1996      | 2192070       |
| 72 | 22 | Dylan et son double The Child Is Father to the Man                                  | James Whitmore, Jr. | Charles Rosin        | 17 février 1993    | 23 juillet 1994     | 4 septembre 1996    | 2192071       |
| 73 | 23 | Le Vice du jeu Duke's Bad Boys                                                      | Robert Becker       | Jessica Klein        | 3 mars 1993        | 30 juillet 1994     | 11 septembre 1996   | 2192072       |
| 74 | 24 | Un anniversaire mouvementé Perfectly Perfect                                        | Bethany Rooney      | Gillian Horvath      | 24 mars 1993       | 6 août 1994         | 18 septembre 1996   | 2192073       |
| 75 | 25 | Sondage de popularité Senior Poll                                                   | Christopher Hibler  | Darren Star          | 7 avril 1993       | 13 août 1994        | 25 septembre 1996   | 2192074       |
| 76 | 26 | La Récidiviste She Came in Through the Bathroom Window                              | Jason Priestley     | Ken Stringer         | 21 avril 1993      | 20 août 1994        | 2 octobre 1996      | 2192075       |
| 77 | 27 | Une soirée mémorable A Night to Remember                                            | Richard Lang        | Jessica Klein        | 28 avril 1993      | 27 août 1994        | 9 octobre 1996      | 2192076       |
| 78 | 28 | Les Grands Moyens Something in the Air                                              | James Whitmore, Jr. | Jessica Klein        | 12 mai 1993        | 3 septembre 1994    | 16 octobre 1996     | 2192077       |
| 79 | 29 | Le Grand Jour [1/2] Commencement - Part 1                                           | Daniel Attias       | Charles Rosin        | 19 mai 1993        | 10 septembre 1994   | 23 octobre 1996     | 2192078A      |
| 80 | 30 | Le Grand Jour [2/2] Commencement - Part 2                                           | Daniel Attias       | Charles Rosin        | 19 mai 1993        | 17 septembre 1994   | 30 octobre 1996     | 2192078B      |

### Saison 4 (1993-1994)
| №   | #  | Titre francophone et original                                    | Réalisation                   | Scénario             | Première diffusion | Diffusion en France | Diffusion au Québec | Code de prod. |
| --- | -- | ---------------------------------------------------------------- | ----------------------------- | -------------------- | ------------------ | ------------------- | ------------------- | ------------- |
| 81  | 1  | À bientôt Brenda So Long, Farewell, Auf Wiedersehen, Goodbye     | Bill D'Elia                   | Charles Rosin        | 8 septembre 1993   | 24 septembre 1994   | 6 novembre 1996     | 2193079       |
| 82  | 2  | La Fille de New York The Girl From New York City                 | Jeffrey Melman                | Jessica Klein        | 15 septembre 1993  | 1er octobre 1994    | 13 novembre 1996    | 2193080       |
| 83  | 3  | Du menu frétin The Little Fish                                   | Gilbert M. Shilton            | Larry Mollin         | 22 septembre 1993  | 11 janvier 1995     | 20 novembre 1996    | 2193081       |
| 84  | 4  | Rentrée universitaire Greek To Me                                | Bethany Rooney                | Chip Johannessen     | 29 septembre 1993  | 12 janvier 1995     | 27 novembre 1996    | 2193082       |
| 85  | 5  | Radio Donna Radio Daze                                           | Richard Lang                  | Richard Gollance     | 6 octobre 1993     | 13 janvier 1995     | 4 décembre 1996     | 2193083       |
| 86  | 6  | Ruptures Strangers In the Night                                  | James Eckhouse                | Jennifer Flackett    | 13 octobre 1993    | 14 janvier 1995     | 8 janvier 1997      | 2193084       |
| 87  | 7  | Légitime défense Moving Targets                                  | Paul Schneider                | Larry Mollin         | 20 octobre 1993    | 16 janvier 1995     | 15 janvier 1997     | 2193085       |
| 88  | 8  | Vingt Ans Auparavant Twenty Years Ago Today                      | James Whitmore, Jr.           | Jessica Klein        | 27 octobre 1993    | 17 janvier 1995     | 22 janvier 1997     | 2193086       |
| 89  | 9  | Déception sentimentale Otherwise Engaged                         | Daniel Attias & Chip Chalmers | Jennifer Flackett    | 3 novembre 1993    | 18 janvier 1995     | 29 janvier 1997     | 2193087       |
| 90  | 10 | Seule contre tous And Did It, My Way                             | Jason Priestley               | Richard Gollance     | 10 novembre 1993   | 19 janvier 1995     | 5 février 1997      | 2193088       |
| 91  | 11 | Contestation féminine Take Back the Night                        | James Whitmore, Jr.           | Chip Johannessen     | 17 novembre 1993   | 20 janvier 1995     | 12 février 1997     | 2193089       |
| 92  | 12 | Amours passés Radar Love                                         | Paul Schneider                | Jessica Klein        | 24 novembre 1993   | 21 janvier 1995     | 19 février 1997     | 2193090       |
| 93  | 13 | Emily                                                            | Richard Lang                  | Jessica Klein        | 1er décembre 1993  | 23 janvier 1995     | 26 février 1997     | 2193091       |
| 94  | 14 | Un vent de panique Windstruck                                    | Gilbert M. Shilton            | Richard Gollance     | 15 décembre 1993   | 24 janvier 1995     | 5 mars 1997         | 2193092       |
| 95  | 15 | Un Noël plein de surprises Somewhere In the World It's Christmas | Bradley M. Gross              | Charles Rosin        | 22 décembre 1993   | 25 janvier 1995     | 18 décembre 1996    | 2193093       |
| 96  | 16 | Pris au piège Crunch Time                                        | Les Landau                    | Richard Gollance     | 5 janvier 1994     | 26 janvier 1995     | 12 mars 1997        | 2193094       |
| 97  | 17 | Culpabilité Thicker Than Water                                   | Michael Lange                 | Lana Freistat Melman | 12 janvier 1994    | 27 janvier 1995     | 19 mars 1997        | 2193095       |
| 98  | 18 | Crise cardiaque Heartbreaker                                     | Paul Schneider                | Chip Johannessen     | 26 janvier 1994    | 28 janvier 1995     | 26 mars 1997        | 2193096       |
| 99  | 19 | L'amour à l'épreuve The Labors of Love                           | Jefferson Kibbee              | Christine Pettit     | 2 février 1994     | 11 février 1995     | 2 avril 1997        | 2193097       |
| 100 | 20 | La Frayeur de sa vie Scared Very Straight                        | Chip Chalmers                 | Gary Rosen           | 9 février 1994     | 18 février 1995     | 9 avril 1997        | 2193098       |
| 101 | 21 | Fou d'amour Addicted To Love                                     | Les Landau                    | Richard Gollance     | 16 février 1994    | 25 février 1995     | 16 avril 1997       | 2193099       |
| 102 | 22 | Un week-end plein de surprises Change Partners                   | Bethany Rooney                | Chip Johannessen     | 23 février 1994    | 4 mars 1995         | 23 avril 1997       | 2193100       |
| 103 | 23 | Un chien perdu A Pig Is a Boy Is a Dog                           | Daniel Attias                 | Richard Gollance     | 2 mars 1994        | 11 mars 1995        | 30 avril 1997       | 2193101       |
| 104 | 24 | L'amitié c'est fragile Cuffs and Links                           | Gilbert M. Shilton            | Jessica Klein        | 16 mars 1994       | 18 mars 1995        | 7 mai 1997          | 2193102       |
| 105 | 25 | Nostalgie The Time Has Come Today                                | Jason Priestley               | Mick Gallinson       | 23 mars 1994       | 25 mars 1995        | 14 mai 1997         | 2193103       |
| 106 | 26 | Angle mort Blind Spot                                            | Michael Lange                 | Ken Stringer         | 6 avril 1994       | 1er avril 1995      | 21 mai 1997         | 2193104       |
| 107 | 27 | Graine de star Divas                                             | David Semel                   | Larry Mollin         | 20 avril 1994      | 8 avril 1995        | 28 mai 1997         | 2193105       |
| 108 | 28 | Jalousie Acting Out                                              | Jeffrey Melman                | Chip Johannessen     | 27 avril 1994      | 15 avril 1995       | 4 juin 1997         | 2193106       |
| 109 | 29 | Conséquences tragiques Truth or Consequences                     | James Eckhouse                | Richard Gollance     | 4 mai 1994         | 22 avril 1995       | 11 juin 1997        | 2193107       |
| 110 | 30 | La vie suit son cours Vital Signs                                | Daniel Attias                 | Larry Mollin         | 11 mai 1994        | 29 avril 1995       | 18 juin 1997        | 2193108       |
| 111 | 31 | Mr Walsh à Washington [1/2] Mr. Walsh Goes to Washington Part 1  | Michael Lange                 | Jessica Klein        | 25 mai 1994        | 6 mai 1995          | 25 juin 1997        | 2193109A      |
| 112 | 32 | Mr Walsh à Washington [2/2] Mr. Walsh Goes to Washington Part 2  | Michael Lange                 | Jessica Klein        | 25 mai 1994        | 13 mai 1995         | 2 juillet 1997      | 2193109B      |

### Saison 5 (1994-1995)
| №   | #  | Titre francophone et original                                          | Réalisation         | Scénario                                                                                      | Première diffusion | Diffusion en France | Diffusion au Québec | Code de prod. |
| --- | -- | ---------------------------------------------------------------------- | ------------------- | --------------------------------------------------------------------------------------------- | ------------------ | ------------------- | ------------------- | ------------- |
| 113 | 1  | Retour des vacances What I Did On My Summer Vacation and Other Stories | Michael Lange       | Charles Rosin & Larry Mollin                                                                  | 7 septembre 1994   | 2 mars 1996         | 8 septembre 1997    | 2194110       |
| 114 | 2  | Jeune fille sous influence Under the Influence                         | Scott Paulin        | Chip Johannessen                                                                              | 14 septembre 1994  | 9 mars 1996         | 15 septembre 1997   | 2194111       |
| 115 | 3  | Élu malgré lui A Clean State                                           | Bethany Rooney      | Richard Gollance                                                                              | 21 septembre 1994  | 16 mars 1996        | 22 septembre 1997   | 2194112       |
| 116 | 4  | La Vie après la mort Life After Death                                  | James Whitmore, Jr. | Jessica Klein & Steve Wasserman                                                               | 28 septembre 1994  | 23 mars 1996        | 29 septembre 1997   | 2194113       |
| 117 | 5  | Une fête branchée Rave On                                              | David Semel         | Larry Mollin                                                                                  | 5 octobre 1994     | 30 mars 1996        | 6 octobre 1997      | 2194114       |
| 118 | 6  | La Mascotte Homecoming                                                 | Gilbert M. Shilton  | Meredith Stiehm                                                                               | 12 octobre 1994    | 13 avril 1996       | 13 octobre 1997     | 2194115       |
| 119 | 7  | Photo de famille Who's Zoomin' Who ?                                   | Gabrielle Beaumont  | Karen Rosin                                                                                   | 19 octobre 1994    | 20 avril 1996       | 20 octobre 1997     | 2194116       |
| 120 | 8  | Dépendance Things That Go Bang In the Night                            | Jason Priestley     | Chip Johannessen                                                                              | 26 octobre 1994    | 27 avril 1996       | 27 octobre 1997     | 2194117       |
| 121 | 9  | Dérapage Intervention                                                  | Daniel Attias       | Jessica Klein & Steve Wasserman                                                               | 2 novembre 1994    | 4 mai 1996          | 3 novembre 1997     | 2194118       |
| 122 | 10 | Les Hallucinations de Dylan McKay The Dreams of Dylan McKay            | Scott Paulin        | Charles Rosin                                                                                 | 9 novembre 1994    | 11 mai 1996         | 10 novembre 1997    | 2194119       |
| 123 | 11 | Réminiscence de haine Hate Is Just a Four Letter Word                  | Les Landau          | Teleplay: Charles Rosin Story: Richard Gollance                                               | 16 novembre 1994   | 18 mai 1996         | 17 novembre 1997    | 2194120       |
| 124 | 12 | Tous au concert Rock of Ages                                           | David Semel         | Larry Mollin                                                                                  | 23 novembre 1994   | 25 mai 1996         | 24 novembre 1997    | 2194121       |
| 125 | 13 | Tout feu, tout flammes Up In Flames                                    | Gilbert M. Shilton  | Meredith Stiehm                                                                               | 30 novembre 1994   | 1er juin 1996       | 1er décembre 1997   | 2194122       |
| 126 | 14 | Justice pour tous Injustice For All                                    | Michael Lange       | Karen Rosin                                                                                   | 14 décembre 1994   | 8 juin 1996         | 8 décembre 1997     | 2194123       |
| 127 | 15 | Joyeux Noël Christmas Comes This Time Each Year                        | Richard Lang        | Teleplay: Max Eisenberg Story: Steve Wasserman & Jessica Klein                                | 21 décembre 1994   | 15 juin 1996        | 5 janvier 1998      | 2194124       |
| 128 | 16 | Condamné à vie Sentenced to Life                                       | Jack Bender         | Teleplay: Jessica Klein & Steve Wasserman Story: Ian Ziering, Jessica Klein & Steve Wasserman | 4 janvier 1995     | 22 juin 1996        | 19 janvier 1998     | 2194125       |
| 129 | 17 | L'initiation Sweating It Out                                           | Jason Priestley     | Chip Johannessen                                                                              | 11 janvier 1995    | 29 juin 1996        | 26 janvier 1998     | 2194126       |
| 130 | 18 | Un beau coup de filet Hazardous to Your Health                         | James Whitmore, Jr. | Larry Mollin                                                                                  | 18 janvier 1995    | 6 juillet 1996      | 2 février 1998      | 2194127       |
| 131 | 19 | Embrigadement Little Monsters                                          | James Eckhouse      | Meredith Stiehm                                                                               | 1er février 1995   | 24 août 1996        | 9 février 1998      | 2194128       |
| 132 | 20 | Le cœur a ses raisons You Gotta Have Heart                             | Gilbert M. Shilton  | Max Eisenberg                                                                                 | 8 février 1995     | 31 août 1996        | 16 février 1998     | 2194129       |
| 133 | 21 | Enfin libre ! Stormy Weather                                           | Bethany Rooney      | Teleplay: Lana Freistat Melman Story: Larry Mollin                                            | 15 février 1995    | 7 septembre 1996    | 23 février 1998     | 2194130       |
| 134 | 22 | Trop sûre d'elle Alone At the Top                                      | Victor Lobl         | Steve Wasserman & Jessica Klein                                                               | 22 février 1995    | 14 septembre 1996   | 2 mars 1998         | 2194131       |
| 135 | 23 | Déception amoureuse Love Hurts                                         | Gilbert M. Shilton  | Teleplay: Ken Stringer Story: Larry Mollin                                                    | 1er mars 1995      | 21 septembre 1996   | 9 mars 1998         | 2194132       |
| 136 | 24 | Un monde irréel Unreal World                                           | David Semel         | Teleplay: Meredith Stiehm Story: Larry Mollin                                                 | 15 mars 1995       | 28 septembre 1996   | 16 mars 1998        | 2194133       |
| 137 | 25 | Le Jeu des questions Double Jeopardy                                   | Richard Lang        | Christine Elise McCarthy & Sam Sarkar                                                         | 29 mars 1995       | 5 octobre 1996      | 23 mars 1998        | 2194134       |
| 138 | 26 | Des retrouvailles émouvantes A Song For My Mother                      | Chip Chalmers       | Max Eisenberg                                                                                 | 5 avril 1995       | 12 octobre 1996     | 30 mars 1998        | 2194135       |
| 139 | 27 | Sans haine Squash It                                                   | Les Landau          | Teleplay: Phil Savath Story: Larry Mollin                                                     | 12 avril 1995      | 19 octobre 1996     | 6 avril 1998        | 2194136       |
| 140 | 28 | Kelly top-model Girls On the Side                                      | Victor Lobl         | Meredith Stiehm                                                                               | 3 mai 1995         | 26 octobre 1996     | 13 avril 1998       | 2194137       |
| 141 | 29 | Le Véritable McCoy The Real McCoy                                      | Jason Priestley     | Teleplay: Charles Rosin Story: Larry Mollin & Charles Rosin                                   | 10 mai 1995        | 2 novembre 1996     | 20 avril 1998       | 2194138       |
| 142 | 30 | Adieu Beverly Hills Hello Life, Goodbye Beverly Hills                  | James Whitmore, Jr. | Jessica Klein & Steve Wasserman                                                               | 17 mai 1995        | 16 novembre 1996    | 27 avril 1998       | 2194139       |
| 143 | 31 | Amour toujours [1/2] P.S. I Love You: Part 1                           | Victor Lobl         | Larry Mollin & Chip Johannessen                                                               | 24 mai 1995        | 30 novembre 1996    | 4 mai 1998          | 2194140A      |
| 144 | 32 | Amour toujours [2/2] P.S. I Love You: Part 2                           | Victor Lobl         | Larry Mollin & Chip Johannessen                                                               | 24 mai 1995        | 7 décembre 1996     | 11 mai 1998         | 2194140B      |

### Saison 6 (1995-1996)
| №   | #  | Titre francophone et original                               | Réalisation         | Scénario             | Première diffusion | Diffusion en France | Diffusion au Québec | Code de prod. |
| --- | -- | ----------------------------------------------------------- | ------------------- | -------------------- | ------------------ | ------------------- | ------------------- | ------------- |
| 145 | 1  | Les Filles de Buffalo [1/2] Home Is Where The Tart Is       | Michael Lange       | Jessica Klein        | 13 septembre 1995  | 15 février 1997     | 14 septembre 1998   | 2195141       |
| 146 | 2  | Les Filles de Buffalo [2/2] Buffalo Gals                    | James Whitmore, Jr. | Michael Lyons        | 13 septembre 1995  | 15 février 1997     | 21 septembre 1998   | 2195142       |
| 147 | 3  | Féministe contre macho Must Be a Guy Thing                  | Jason Priestley     | John Eisendrath      | 20 septembre 1995  | 22 février 1997     | 28 septembre 1998   | 2195143       |
| 148 | 4  | Un rêve de petite fille Everything's Coming Up Roses        | Victor Lobl         | Dinah Kirgo          | 27 septembre 1995  | 1er mars 1997       | 5 octobre 1998      | 2195144       |
| 149 | 5  | Chacun sa chacune Lover's Leap                              | Bethany Rooney      | Ken Stringer         | 4 octobre 1995     | 8 mars 1997         | 12 octobre 1998     | 2195145       |
| 150 | 6  | Déception Speechless                                        | David Semel         | Larry Mollin         | 18 octobre 1995    | 15 mars 1997        | 19 octobre 1998     | 2195146       |
| 151 | 7  | Harcèlement sur le campus Violated                          | Christopher Hibler  | Larry Mollin         | 25 octobre 1995    | 22 mars 1997        | 26 octobre 1998     | 2195147       |
| 152 | 8  | La Bonne Aventure Gypsies, Cramps and Fleas                 | Burt Brinckerhoff   | Christine McCarthy   | 1er novembre 1995  | 29 mars 1997        | 2 novembre 1998     | 2195148       |
| 153 | 9  | Tremblement de terre Earthquake Weather                     | Gilbert M. Shilton  | Michael Lyons        | 6 novembre 1995    | 5 avril 1997        | 9 novembre 1998     | 2195149       |
| 154 | 10 | Un mariage, un enterrement One Wedding and a Funeral        | James Whitmore, Jr. | Steve Wasserman      | 8 novembre 1995    | 12 avril 1997       | 16 novembre 1998    | 2195150       |
| 155 | 11 | Tel est pris ce qui croyait prendre Offensive Interference  | Scott Paulin        | Larry Mollin         | 15 novembre 1995   | 19 avril 1997       | 23 novembre 1998    | 2195151       |
| 156 | 12 | Bonnes surprises Breast Side Up                             | David Semel         | Jessica Klein        | 22 novembre 1995   | 26 avril 1997       | 7 décembre 1998     | 2195152       |
| 157 | 13 | La Victoire Courting                                        | Gilbert M. Shilton  | John Eisendrath      | 29 novembre 1995   | 10 mai 1997         | 14 décembre 1998    | 2195153       |
| 158 | 14 | Sainte Donna Fortunate Son                                  | James Fargo         | John Eisendrath      | 13 décembre 1995   | 17 mai 1997         | 21 décembre 1998    | 2195154       |
| 159 | 15 | Révélations de Noël Angels We Have Heard On High            | Jason Priestley     | Larry Mollin         | 20 décembre 1995   | 24 mai 1997         | 4 janvier 1999      | 2195155       |
| 160 | 16 | Compte à rebours Turn Back the Clock                        | Graeme Lynch        | Larry Mollin         | 3 janvier 1996     | 31 mai 1997         | 11 janvier 1999     | 2195156       |
| 161 | 17 | Désillusions Fade In, Fade Out                              | Jason Priestley     | Jessica Klein        | 10 janvier 1996    | 7 juin 1997         | 7 juin 1999         | 2195157       |
| 162 | 18 | Sous l'emprise de la drogue Snowbound                       | Chip Chalmers       | John Whelpley        | 17 janvier 1996    | 14 juin 1997        | 14 juin 1999        | 2195158       |
| 163 | 19 | Le Choix de Nancy Nancy's Choice                            | James Whitmore, Jr. | John Eisendrath      | 31 janvier 1996    | 21 juin 1997        | 28 juin 1999        | 2195159       |
| 164 | 20 | Baptême de l'air Flying                                     | Chip Chalmers       | Phil Savath          | 7 février 1996     | 28 juin 1997        | 5 juillet 1999      | 2195160       |
| 165 | 21 | Cœurs brisés Bleeding Hearts                                | Jason Priestley     | Lana Freistat Melman | 14 février 1996    | 6 septembre 1997    | 12 juillet 1999     | 2195161       |
| 166 | 22 | Week-end à la neige All This and Mary Too                   | James Fargo         | Sam Sarkar           | 21 février 1996    | 13 septembre 1997   | 19 juillet 1999     | 2195162       |
| 167 | 23 | Le Dernier Voyage Leap of Faith                             | Christopher Hibler  | Ken Stringer         | 28 février 1996    | 20 septembre 1997   | 26 juillet 1999     | 2195163       |
| 168 | 24 | Liberté provisoire Coming Out, Getting Out, Going Out       | Gilbert M. Shilton  | John Whelpley        | 13 mars 1996       | 27 septembre 1997   | 2 août 1999         | 2195164       |
| 169 | 25 | Inconscience Smashed                                        | Charles Correll     | Meredith Stiehm      | 20 mars 1996       | 4 octobre 1997      | 9 août 1999         | 2195165       |
| 170 | 26 | Vengeance féminine Flirting With Disaster                   | David Semel         | John Eisendrath      | 3 avril 1996       | 11 octobre 1997     | 16 août 1999        | 2195166       |
| 171 | 27 | Menace de mort Strike the Match                             | James Darren        | Steve Wasserman      | 10 avril 1996      | 18 octobre 1997     | 23 août 1999        | 2195167       |
| 172 | 28 | Suicide The Big Hurt                                        | Frank Thackery      | Larry Mollin         | 1er mai 1996       | 25 octobre 1997     | 30 août 1999        | 2195168       |
| 173 | 29 | Évasion Ticket to Ride                                      | Anson Williams      | Meredith Stiehm      | 8 mai 1996         | 1er novembre 1997   | 1er juin 2000       | 2195169       |
| 174 | 30 | Le Retour de Ray Ray of Hope                                | Gilbert M. Shilton  | Jessica Klein        | 15 mai 1996        | 8 novembre 1997     | 8 juin 2000         | 2195170       |
| 175 | 31 | Joyeux anniversaire [1/2] You Say It's Your Birthday Part 1 | Michael Lange       | Larry Mollin         | 22 mai 1996        | 15 novembre 1997    | 15 juin 2000        | 2195171A      |
| 176 | 32 | Joyeux anniversaire [2/2] You Say It's Your Birthday Part 2 | Michael Lange       | Larry Mollin         | 22 mai 1996        | 22 novembre 1997    | 22 juin 2000        | 2195171B      |

### Saison 7 (1996-1997)
| №   | #  | Titre francophone et original                          | Réalisation         | Scénario                                                  | Première diffusion | Diffusion en France | Diffusion au Québec | Code de prod. |
| --- | -- | ------------------------------------------------------ | ------------------- | --------------------------------------------------------- | ------------------ | ------------------- | ------------------- | ------------- |
| 177 | 1  | Vacances à Alamo Remember the Alamo                    | James Whitmore, Jr. | Larry Mollin                                              | 21 août 1996       | 29 novembre 1997    | 29 juin 2000        | 2196172       |
| 178 | 2  | Retrouvailles Here We Go Again                         | Anson Williams      | Steve Wasserman                                           | 28 août 1996       | 6 décembre 1997     | 6 juillet 2000      | 2196173       |
| 179 | 3  | Un mariage réussi A Mate for Life                      | Burt Brinckerhoff   | John Whelpley                                             | 4 septembre 1996   | 13 décembre 1997    | 13 juillet 2000     | 2196174       |
| 180 | 4  | Le Dernier Acte Disappearing Act                       | David Semel         | John Eisendrath                                           | 11 septembre 1996  | 20 décembre 1997    | 20 juillet 2000     | 2196175       |
| 181 | 5  | Le Grand Pardon Pledging My Love                       | James Darren        | Phil Savath                                               | 18 septembre 1996  | 27 décembre 1997    | 27 juillet 2000     | 2196176       |
| 182 | 6  | Crémaillère Homewarming                                | Chip Chalmers       | Jessica Klein                                             | 25 septembre 1996  | 3 janvier 1998      | 3 août 2000         | 2196177       |
| 183 | 7  | Soirés d'Halloween Fearless                            | Harvey Frost        | Larry Mollin                                              | 30 octobre 1996    | 10 janvier 1998     | 10 août 2000        | 2196178       |
| 184 | 8  | Tout ce qu'on fait par amour The Things We Do for Love | Gilbert M. Shilton  | Laurie McCarthy                                           | 6 novembre 1996    | 24 janvier 1998     | 17 août 2000        | 2196179       |
| 185 | 9  | Remords Loser Take All                                 | Christopher Hibler  | John Eisendrath                                           | 13 novembre 1996   | 31 janvier 1998     | 24 août 2000        | 2196180       |
| 186 | 10 | Perdu à Las Vegas Lost in Las Vegas                    | Michael Lange       | Steve Wasserman                                           | 20 novembre 1996   | 7 février 1998      | 31 août 2000        | 2196181       |
| 187 | 11 | Si j'avais un marteau If I Had a Hammer                | Jason Priestley     | John Whelpley                                             | 27 novembre 1996   | 14 février 1998     | 7 septembre 2000    | 2196182       |
| 188 | 12 | Le Jour du jugement Judgement Day                      | David Semel         | Phil Savath                                               | 11 décembre 1996   | 21 février 1998     | 14 septembre 2000   | 2196183       |
| 189 | 13 | Plaisir d'offrir Gift Wrapped                          | Kevin Inch          | Christine McCarthy                                        | 18 décembre 1996   | 7 mars 1998         | 7 décembre 2000     | 2196184       |
| 190 | 14 | Spéculation Jobbed                                     | Jason Priestley     | Larry Mollin                                              | 8 janvier 1997     | 14 mars 1998        | 21 septembre 2000   | 2196185       |
| 191 | 15 | Le Fantôme de l'université Phantom of C.U.             | Les Landau          | Steve Wasserman                                           | 15 janvier 1997    | 21 mars 1998        | 28 septembre 2000   | 2196186       |
| 192 | 16 | Tendre cruauté Unnecessary Roughness                   | Gilbert M. Shilton  | John Whelpley                                             | 22 janvier 1997    | 28 mars 1998        | 5 octobre 2000      | 2196187       |
| 193 | 17 | Erreur de cible Face Off                               | Chip Chalmers       | Laurie McCarthy                                           | 29 janvier 1997    | 4 avril 1998        | 12 octobre 2000     | 2196188       |
| 194 | 18 | Prise d'otages We Interrupt This Program               | Kevin Inch          | John Eisendrath                                           | 5 février 1997     | 18 avril 1998       | 26 octobre 2000     | 2196189       |
| 195 | 19 | Rien ne va plus My Funny Valentine                     | David Semel         | Jessica Klein                                             | 12 février 1997    | 25 avril 1998       | 2 novembre 2000     | 2196190       |
| 196 | 20 | La Bague With This Ring                                | Jason Priestley     | Phil Savath                                               | 19 février 1997    | 2 mai 1998          | 16 novembre 2000    | 2196191       |
| 197 | 21 | Une mort subite Straight Shooter                       | Chip Chalmers       | Larry Mollin                                              | 26 février 1997    | 9 mai 1998          | 23 novembre 2000    | 2196192       |
| 198 | 22 | L'Enfant fugueur A Ripe Young Age                      | Scott Paulin        | Steve Wasserman                                           | 5 mars 1997        | 16 mai 1998         | 30 novembre 2000    | 2196193       |
| 199 | 23 | Alerte au cyclone Storm Warning                        | Bethany Rooney      | John Whelpley                                             | 19 mars 1997       | 23 mai 1998         | 4 janvier 2001      | 2196194       |
| 200 | 24 | Retrouvailles à Hong Kong Spring Breakdown             | Charlie Correll     | Teleplay: John Eisendrath Story: Greg Plageman            | 2 avril 1997       | 10 avril 1999       | 11 janvier 2001     | 2196195       |
| 201 | 25 | Tombée du ciel Heaven Scent                            | Anson Williams      | Teleplay: John Whelpley Story: Phil Savath & Larry Mollin | 9 avril 1997       | 17 avril 1999       | 18 janvier 2001     | 2196196       |
| 202 | 26 | Séparation The Long Goodbye                            | Les Sheldon         | Ken Stringer                                              | 16 avril 1997      | 24 avril 1999       | 25 janvier 2001     | 2196197       |
| 203 | 27 | Il n'a d'yeux que pour elle I Only Have Eyes for You   | Christopher Hibler  | Laurie McCarthy                                           | 23 avril 1997      | 1er mai 1999        | 1er février 2001    | 2196198       |
| 204 | 28 | Une nuit à la Nouvelle-Orléans All That Jazz           | Kevin Inch          | Teleplay: Phil Savath Story: Larry Mollin & Phil Savath   | 30 avril 1997      | 8 mai 1999          | 29 mars 2001        | 2196199       |
| 205 | 29 | Fête des mères Mother's Day                            | Chip Chalmers       | Jessica Klein                                             | 7 mai 1997         | 15 mai 1999         | 5 avril 2001        | 2196200       |
| 206 | 30 | Dernière année Senior Week                             | Jefferson Kibbee    | John Eisendrath                                           | 14 mai 1997        | 22 mai 1999         | 12 avril 2001       | 2196201       |
| 207 | 31 | Le Jour des diplômés [1/2] Graduation Day (Part 1)     | Jason Priestley     | Larry Mollin & Phil Savath                                | 21 mai 1997        | 29 mai 1999         | 19 avril 2001       | 2196202A      |
| 208 | 32 | Le Jour des diplômés [2/2] Graduation Day (Part 2)     | Jason Priestley     | Larry Mollin & Phil Savath                                | 21 mai 1997        | 5 juin 1999         | 26 avril 2001       | 2196202B      |

### Saison 8 (1997-1998)
| №   | #  | Titre francophone et original                            | Réalisation        | Scénario                                                                                           | Première diffusion | Diffusion en France | Diffusion au Québec |
| --- | -- | -------------------------------------------------------- | ------------------ | -------------------------------------------------------------------------------------------------- | ------------------ | ------------------- | ------------------- |
| 209 | 1  | Sous le soleil d'Hawaii [1/2] Aloha Beverly Hills Part 1 | Bethany Rooney     | Michael Braverman                                                                                  | 10 septembre 1997  | 12 juin 1999        | 3 mai 2001          |
| 210 | 2  | Sous le soleil d'Hawaii [2/2] Aloha Beverly Hills Part 2 | Bethany Rooney     | Michael Braverman                                                                                  | 10 septembre 1997  | 19 juin 1999        | 10 mai 2001         |
| 211 | 3  | Pardonner et Oublier Forgive and Forget                  | David Semel        | John Eisendrath                                                                                    | 17 septembre 1997  | 26 juin 1999        | 17 mai 2001         |
| 212 | 4  | L'Amnésie de Kelly The Way We Weren't                    | Frank Thackery     | Michael Cassutt                                                                                    | 24 septembre 1997  | 3 juillet 1999      | 24 mai 2001         |
| 213 | 5  | Retour à la maison Coming Home                           | George Fenady      | Laurie McCarthy                                                                                    | 1er octobre 1997   | 10 juillet 1999     | 31 mai 2001         |
| 214 | 6  | À bas l'exploitation The Right Thing                     | Chip Chalmers      | Ken Stringer                                                                                       | 15 octobre 1997    | 17 juillet 1999     | 7 juin 2001         |
| 215 | 7  | Prise de conscience Pride and Prejudice                  | Harvey Frost       | Rich Cooper                                                                                        | 22 octobre 1997    | 24 juillet 1999     | 14 juin 2001        |
| 216 | 8  | Désillusions Toil and Trouble                            | Richard Denault    | Elle Triedman                                                                                      | 29 octobre 1997    | 31 juillet 1999     | 12 juillet 2001     |
| 217 | 9  | Amis, amants et enfants Friends, Lovers and Children     | Michael R. Rhodes  | John Whelpley                                                                                      | 5 novembre 1997    | 7 août 1999         | 19 juillet 2001     |
| 218 | 10 | Mineures en danger Child of the Night                    | Les Sheldon        | John Eisendrath                                                                                    | 12 novembre 1997   | 14 août 1999        | 26 juillet 2001     |
| 219 | 11 | Dernière limite Deadline                                 | Jon Paré           | Michael Cassutt                                                                                    | 19 novembre 1997   | 21 août 1999        | 2 août 2001         |
| 220 | 12 | Première impression Friends in Deed                      | Richard Denault    | Elle Triedman                                                                                      | 3 décembre 1997    | 28 août 1999        | 9 août 2001         |
| 221 | 13 | Comique amateur Comic Relief                             | Chip Chalmers      | John Lavachielli                                                                                   | 10 décembre 1997   | 11 septembre 1999   | 16 août 2001        |
| 222 | 14 | Le Père-Noël Santa Knows                                 | Charles Correll    | Laurie McCarthy                                                                                    | 17 décembre 1997   | 18 septembre 1999   | (non diffusé)       |
| 223 | 15 | Décisions à prendre Ready or Not                         | John McPherson     | Teleplay: Laurie McCarthy & Michael Cassutt Story: Laurie McCarthy & Michael Cassutt & Rich Cooper | 7 janvier 1998     | 25 septembre 1999   | 23 août 2001        |
| 224 | 16 | Courrier du cœur Illegal Tender                          | Anson Williams     | Ken Stringer                                                                                       | 14 janvier 1998    | 2 octobre 1999      | (non diffusé)       |
| 225 | 17 | Séparations The Elephant's Father                        | Michael Ray Rhodes | Teleplay: Elle Triedman Story: Elle Triedman & John Whelpley                                       | 21 janvier 1998    | 16 octobre 1999     |                     |
| 226 | 18 | Toute vérité est bonne à dire Rebound                    | Charles Pratt Jr.  | Michael Cassutt                                                                                    | 28 janvier 1998    | 23 octobre 1999     |                     |
| 227 | 19 | Codétenus Crimes and Misdemeanors                        | Charles Correll    | Laurie McCarthy                                                                                    | 4 février 1998     | 30 octobre 1999     |                     |
| 228 | 20 | La Flèche de Cupidon Cupid's Arrow                       | Kevin Inch         | Melissa Gould                                                                                      | 11 février 1998    | 6 novembre 1999     |                     |
| 229 | 21 | Celle qui criait au loup The Girl Who Cried Wolf         | Richard Denault    | Ken Stringer                                                                                       | 25 février 1998    | 13 novembre 1999    |                     |
| 230 | 22 | Le Procès Law and Disorder                               | Kevin Inch         | Doug Steinberg                                                                                     | 4 mars 1998        | 20 novembre 1999    |                     |
| 231 | 23 | Le Meilleur des mondes Making Amends                     | Joel J. Feigenbaum | Elle Triedman                                                                                      | 11 mars 1998       | 27 novembre 1999    |                     |
| 232 | 24 | Fibre maternelle The Nature of Nurture                   | Michael R. Rhodes  | Michael Cassutt                                                                                    | 18 mars 1998       | 4 décembre 1999     |                     |
| 233 | 25 | Espoirs déçus Aunt Bea's Pickles                         | Chris Hibler       | Laurie McCarthy                                                                                    | 25 mars 1998       | 11 décembre 1999    |                     |
| 234 | 26 | Tout ce qui brille All That Glitters                     | Michael Lange      | Tyler Bensinger                                                                                    | 1er avril 1998     | 18 décembre 1999    |                     |
| 235 | 27 | Rendez-vous dans cinq ans Reunion                        | Chip Chalmers      | Doug Steinberg                                                                                     | 15 avril 1998      | 8 janvier 2000      |                     |
| 236 | 28 | À fleur de peau Skin Deep                                | Kim Friedman       | Elle Triedman                                                                                      | 29 avril 1998      | 15 janvier 2000     |                     |
| 237 | 29 | Ricochet                                                 | Anson Williams     | Laurie McCarthy                                                                                    | 6 mai 1998         | 22 janvier 2000     |                     |
| 238 | 30 | Le Défilé The Fundamental Things Apply                   | Harvey Frost       | Michael Cassutt & Melissa Gould                                                                    | 13 mai 1998        | 29 janvier 2000     |                     |
| 239 | 31 | La Cérémonie de mariage [1/2] The Wedding (part 1)       | Harry Harris       | John Eisendrath, Laurie McCarthy, Doug Steinberg & Elle Triedman                                   | 20 mai 1998        | 5 février 2000      |                     |
| 240 | 32 | La Cérémonie de mariage [2/2] The Wedding (part 2)       | Harry Harris       | John Eisendrath, Laurie McCarthy, Doug Steinberg & Elle Triedman                                   | 20 mai 1998        | 12 février 2000     |                     |

### Saison 9 (1998-1999)
| №   | #  | Titre francophone et original                                 | Réalisation        | Scénario                                                          | Première diffusion | Diffusion en France | Diffusion au Québec |
| --- | -- | ------------------------------------------------------------- | ------------------ | ----------------------------------------------------------------- | ------------------ | ------------------- | ------------------- |
| 241 | 1  | Lendemains The Morning After                                  | Anson Williams     | John Eisendrath                                                   | 16 septembre 1998  | 26 février 2000     | (non diffusé)       |
| 242 | 2  | Compressions budgétaires Budget Cuts                          | Chip Chalmers      | Laurie McCarthy                                                   | 23 septembre 1998  | 4 mars 2000         |                     |
| 243 | 3  | L'Obsession du père Dealer's Choice                           | Jeff Melman        | Doug Steinberg                                                    | 30 septembre 1998  | 11 mars 2000        |                     |
| 244 | 4  | Les Rencontres du hasard Don't Ask, Don't Tell                | Richard Denault    | Ken Stringer                                                      | 28 octobre 1998    | 18 mars 2000        |                     |
| 245 | 5  | Adieu Brandon Brandon Leaves                                  | Chris Hibler       | John Eisendrath                                                   | 4 novembre 1998    | 25 mars 2000        |                     |
| 246 | 6  | Aveux Confession                                              | Kevin Inch         | Tyler Bensinger                                                   | 11 novembre 1998   | 1er avril 2000      |                     |
| 247 | 7  | L'une s'en va, l'autre revient You Say Goodbye, I Say Hello   | Michael Lange      | Gretchen J. Berg & Aaron Harberts                                 | 18 novembre 1998   | 8 avril 2000        |                     |
| 248 | 8  | L'Ami prodigue I'm Back Because                               | Artie Mandelberg   | John Eisendrath                                                   | 2 décembre 1998    | 15 avril 2000       |                     |
| 249 | 9  | Cas de conscience The Following Options                       | Gabrielle Beaumont | Laurie McCarthy                                                   | 9 décembre 1998    | 22 avril 2000       |                     |
| 250 | 10 | Le Marathon de la danse Marathon Man                          | Joel Feigenbaum    | Doug Steinberg                                                    | 16 décembre 1998   | 29 avril 2000       |                     |
| 251 | 11 | Leçons de drague How to Be the Jerk Women Love                | Harvey Frost       | John Eisendrath                                                   | 13 janvier 1999    | 6 mai 2000          |                     |
| 252 | 12 | Tribulations Trials and Tribulations                          | Roy Campanella II  | Teleplay: Ken Stringer Story: Gretchen J. Berg & Aaron Harberts   | 20 janvier 1999    | 13 mai 2000         |                     |
| 253 | 13 | Sevrage Withdrawal                                            | Kevin Inch         | John Eisendrath & Tyler Beninger                                  | 27 janvier 1999    | 20 mai 2000         |                     |
| 254 | 14 | Je suis marié I'm Married                                     | Anson Williams     | John Eisendrath                                                   | 3 février 1999     | 27 mai 2000         |                     |
| 255 | 15 | Le Choix de Matt Beheading St. Valentine                      | Frank Thackery     | Laurie McCarthy                                                   | 10 février 1999    | 3 juin 2000         |                     |
| 256 | 16 | Chance de survie Survival Skills                              | Charles Correll    | Teleplay: Doug Steinberg Story: Gretchen J. Berg & Aaron Harberts | 17 février 1999    | 10 juin 2000        |                     |
| 257 | 17 | La Décision de Lauren Slipping Away                           | Roy Campanella II  | John Eisendrath                                                   | 3 mars 1999        | 17 juin 2000        |                     |
| 258 | 18 | Cette chère Bobbi Bobbi Dearest                               | Chris Nyby         | Laurie McCarthy & Tyler Bensinger                                 | 10 mars 1999       | 24 juin 2000        |                     |
| 259 | 19 | Le Lutin The Leprechaun                                       | Kevin Inch         | John Eisendrath                                                   | 17 mars 1999       | 1er juillet 2000    |                     |
| 260 | 20 | La Prédiction de Zoé Fortune Cookie                           | Luke Perry         | Doug Steinberg & Ken Stringer                                     | 7 avril 1999       | 8 juillet 2000      |                     |
| 261 | 21 | Révélation sous hypnose I Want to Reach Right Out and Grab Ya | Jennie Garth       | Gretchen J. Berg & Aaron Harberts                                 | 14 avril 1999      | 15 juillet 2000     |                     |
| 262 | 22 | Héros malgré lui Local Hero                                   | Joel J. Feigenbaum | Matt Dearborn                                                     | 21 avril 1999      | 29 juillet 2000     | (non diffusé)       |
| 263 | 23 | À la veille de l'an 2000 The End of the World As We Know It   | Michael R. Rhodes  | Gretchen J. Berg & Aaron Harberts                                 | 28 avril 1999      | 5 août 2000         | 16 mai 2002         |
| 264 | 24 | Au secours d'un ami Dog's Best Friend                         | Chris Hibler       | Teleplay: Laurie McCarthy Story: John Eisendrath                  | 5 mai 1999         | 12 août 2000        | 17 mai 2002         |
| 265 | 25 | Sur le qui-vive Agony                                         | Anson Williams     | Douglas Steinberg                                                 | 12 mai 1999        | 19 août 2000        | 23 mai 2002         |
| 266 | 26 | Le coupable n'est pas loin That's the Guy                     | Michael Lange      | John Eisendrath                                                   | 19 mai 1999        | 26 août 2000        | 24 mai 2002         |

### Saison 10 (1999-2000)
| №   | #  | Titre francophone et original                                             | Réalisation         | Scénario                                                                           | Première diffusion | Diffusion en France | Diffusion au Québec |
| --- | -- | ------------------------------------------------------------------------- | ------------------- | ---------------------------------------------------------------------------------- | ------------------ | ------------------- | ------------------- |
| 267 | 1  | Le Fantôme du passé The Phantom Menace                                    | Charles Correll     | John Eisendrath                                                                    | 8 septembre 1999   | 2 septembre 2000    | 30 mai 2002         |
| 268 | 2  | Surprise, surprise Let's Eat Cake                                         | Joel J. Feigenbaum  | Laurie McCarthy                                                                    | 15 septembre 1999  | 9 septembre 2000    | 31 mai 2002         |
| 269 | 3  | Un pari impossible You Better Work                                        | Harvey Frost        | Gretchen J. Berg & Aaron Harberts                                                  | 22 septembre 1999  | 16 septembre 2000   | 6 juin 2002         |
| 270 | 4  | Par dépit A Fine Mess                                                     | Allan Kroeker       | John Eisendrath                                                                    | 29 septembre 1999  | 23 septembre 2000   | 7 juin 2002         |
| 271 | 5  | Ambiance famille The Loo-Ouch                                             | Kim Friedman        | Tyler Bensinger                                                                    | 20 octobre 1999    | 30 septembre 2000   | 13 juin 2002        |
| 272 | 6  | Soirée années 80 80s Night                                                | Chip Chalmers       | John Eisendrath                                                                    | 27 octobre 1999    | 14 octobre 2000     | 14 juin 2002        |
| 273 | 7  | La B.A. de Donna Laying Pipe                                              | Luke Perry          | Matt Dearborn                                                                      | 3 novembre 1999    | 21 octobre 2000     | 21 juin 2002        |
| 274 | 8  | La Chasse au trésor Baby You Can Drive My Car                             | Kevin Inch          | Teleplay: Gretchen J. Berg & Aaron Harberts Story: Laurie McCarthy.                | 10 novembre 1999   | 28 octobre 2000     | 27 juin 2002        |
| 275 | 9  | L'Arbre généalogique [1/2] Family Tree                                    | Allison Liddi-Brown | John Eisendrath                                                                    | 17 novembre 1999   | 4 novembre 2000     | 28 juin 2002        |
| 276 | 10 | L'Arbre généalogique [2/2] What's in a Name ?                             | Christopher Hibler  | Scott Fifer                                                                        | 17 novembre 1999   | 11 novembre 2000    | 4 juillet 2002      |
| 277 | 11 | Rivalité finale Sibling Revelry                                           | Graeme Lynch        | John Eisendrath                                                                    | 15 décembre 1999   | 18 novembre 2000    | 5 juillet 2002      |
| 278 | 12 | Retrouvailles en famille Nine Yolks Whipped Lightly                       | Joel J. Feigenbaum  | Laurie McCarthy                                                                    | 22 décembre 1999   | 25 novembre 2000    | 12 juillet 2002     |
| 279 | 13 | Amour perdu Tainted Love                                                  | Robert Weaver       | Jim Halterman                                                                      | 12 janvier 2000    | 2 décembre 2000     | 18 juillet 2002     |
| 280 | 14 | La Baby-sitter I'm Using You Cause I Like You                             | Ian Ziering         | Gretchen J. Berg & Aaron Harberts                                                  | 19 janvier 2000    | 9 décembre 2000     | 19 juillet 2002     |
| 281 | 15 | Un choix difficile Fertile Ground                                         | Victor Lobl         | John Eisendrath                                                                    | 26 janvier 2000    | 16 décembre 2000    | 25 juillet 2002     |
| 282 | 16 | Preuve d'amour The Final Proof                                            | Brian Austin Green  | Matt Dearborn & Tyler Bensinger                                                    | 9 février 2000     | 23 décembre 2000    | 26 juillet 2002     |
| 283 | 17 | Un dernier hommage Doc Martin                                             | Kevin Inch          | John Eisendrath & Laurie McCarthy                                                  | 16 février 2000    | 30 décembre 2000    | 1er août 2002       |
| 284 | 18 | Un nom d'emprunt Eddie Waitkus                                            | Chip Chalmers       | John Eisendrath                                                                    | 1er mars 2000      | 6 janvier 2001      | 2 août 2002         |
| 285 | 19 | L'Image du père I Will Be Your Father Figure                              | Tori Spelling       | Teleplay: Gretchen J. Berg & Aaron Harberts Story: Scott Fifer                     | 8 mars 2000        | 13 janvier 2001     | 8 août 2002         |
| 286 | 20 | Retrouvailles clandestines Ever Hear the One About the Exploding Father ? | Anson Williams      | John Eisendrath & Laurie McCarthy                                                  | 15 mars 2000       | 27 janvier 2001     | 9 août 2002         |
| 287 | 21 | Une fâcheuse aventure Spring Fever                                        | Allison Liddi-Brown | Annie Brunner                                                                      | 22 mars 2000       | 3 février 2001      | 15 août 2002        |
| 288 | 22 | Un petit lapin The Easter Bunny                                           | Charles Correll     | John Eisendrath                                                                    | 5 avril 2000       | 17 février 2001     | 16 août 2002        |
| 289 | 23 | Chacun sa vie And Don't Forget to Give Me Back My Black T-Shirt           | Allan Kroeker       | Teleplay: Matt Dearborn & Tyler Bensinger Story: Gretchen J. Berg & Aaron Harberts | 19 avril 2000      | 24 février 2001     | 22 août 2002        |
| 290 | 24 | L'amour est aveugle Love Is Blind                                         | Jennie Garth        | John Eisendrath                                                                    | 26 avril 2000      | 3 mars 2001         | 23 août 2002        |
| 291 | 25 | La Demande en mariage I'm Happy For You, Really                           | Roy Campanella II   | Laurie McCarthy                                                                    | 10 mai 2000        | 17 mars 2001        | 29 août 2002        |
| 292 | 26 | La Dernière Chance The Penultimate                                        | Michael Lange       | John Eisendrath                                                                    | 17 mai 2000        | 24 mars 2001        | 30 août 2002        |
| 293 | 27 | Ode à la joie Ode to Joy                                                  | Kevin Inch          | John Eisendrath                                                                    | 17 mai 2000        | 7 avril 2001        | 5 septembre 2002    |